# 浙江省玉环市人民法院
28°07′01″N 121°14′40″E / 28.11696°N 121.24452°E
浙江省玉环市人民法院，原浙江省玉环县人民法院，位于中华人民共和国浙江省玉环市玉城街道珠港大道。

## 沿革
1949年8月，玉环县人民政府设司法科，兼理刑民事审判和司法行政工作。1950年9月，玉环县人民法院成立，设秘书室、刑事股、民事股等机构。同年12月，另立特别法庭玉环县人民法庭，专门审理各类反革命案件。1951年2月，成立楚门、盐区、城区、坎门4个区分庭（1954年撤销）。1956年，设审判委员会。1959年，玉环县撤并温岭市后，撤销玉环法院，设置玉环法庭。1962年4月，恢复玉环县人民法院。文化大革命期间受到冲击、法院工作瘫痪。1973年1月，恢复法院工作。1980年1月，复设审判委员会，下设办公室、刑事审判庭、民事审判庭及楚门、坎门、玉城、陈屿人民法庭。同年7月，增设经济审判庭。1986年1月，增设执行庭、人事科、法医验伤门诊室。
1990年，增设行政审判庭。2000年，将楚门人民法庭改名为港北人民法庭，其他法庭均予撤销。2007年，增设民商案件速裁法庭。2008年，增设民事审判第三庭（2012年8月更名为知识产权庭）。2010年7月，执行局下分设执行一庭、执行二庭和执行综合科。2013年9月，增设少年刑事审判庭。2005年搬迁新大楼（仿制美国国会大厦建筑风格）。2017年因玉环撤县建市而更名为浙江省玉环市人民法院。